# Топсфілд (переписна місцевість, Массачусетс)
Топсфілд (англ. Topsfield) — переписна місцевість (CDP) в США, в окрузі Ессекс штату Массачусетс. Населення — 2864 особи (2020).

## Географія
Топсфілд розташований за координатами 42°38′22″ пн. ш. 70°57′19″ зх. д. / 42.63944° пн. ш. 70.95528° зх. д. (42.639401, -70.955279).  За даними Бюро перепису населення США в 2010 році переписна місцевість мала площу 7,13 км², з яких 7,03 км² — суходіл та 0,10 км² — водойми.

## Демографія
Згідно з переписом 2010 року, у переписній місцевості мешкало 2717 осіб у 974 домогосподарствах у складі 727 родин. Густота населення становила 381 особа/км².  Було 1022 помешкання (143/км²).
Расовий склад населення:
| - 97,2 % — білих - 0,8 % — азіатів - 0,4 % — чорних або афроамериканців |

До двох чи більше рас належало 1,3 %. Частка іспаномовних становила 1,4 % від усіх жителів.
За віковим діапазоном населення розподілялося таким чином: 25,5 % — особи молодші 18 років, 53,3 % — особи у віці 18—64 років, 21,2 % — особи у віці 65 років та старші. Медіана віку мешканця становила 46,8 року. На 100 осіб жіночої статі у переписній місцевості припадало 86,7 чоловіків;  на 100 жінок у віці від 18 років та старших — 84,4 чоловіків також старших 18 років.
Середній дохід на одне домашнє господарство  становив 168 984 долари США (медіана — 130 875), а середній дохід на одну сім'ю — 198 210 доларів (медіана — 160 347). За межею бідності перебувало 2,1 % осіб, у тому числі 0,0 % дітей у віці до 18 років та 0,0 % осіб у віці 65 років та старших.
Цивільне працевлаштоване населення становило 1423 особи. Основні галузі зайнятості: освіта, охорона здоров'я та соціальна допомога — 25,1 %, науковці, спеціалісти, менеджери — 15,8 %, роздрібна торгівля — 14,2 %.